# Richard Fitz-Simon
Sir Richard Fitz-Simon (Essex, 1295 - ?) foi um dos fundadores da Ordem da Jarreteira, o décimo-quinto Cavaleiro.